# Sihorbo (Barus Utara)
Sihorbo is een bestuurslaag in het regentschap Tapanuli Tengah van de provincie Noord-Sumatra, Indonesië. Sihorbo telt 716 inwoners (volkstelling 2010).